# 400 mètres féminin aux Jeux olympiques d'été de 1964 (athlétisme)
Navigation
Mexico 1968
L'épreuve du 400 mètres féminin aux Jeux olympiques de 1964 s'est déroulée du 15 au 17 octobre 1964 au Stade olympique national de Tokyo, au Japon.  Elle est remportée par l'Australienne Betty Cuthbert.
Le 400 m féminin est disputé pour la première fois dans le cadre des Jeux olympiques.

## Résultats

### Finale
| Rang               | Athlète            | Pays                       | Temps  | Notes |
| ------------------ | ------------------ | -------------------------- | ------ | ----- |
| Médaille d'or      | Betty Cuthbert     | Australie                  | 52 s 0 | OR    |
| Médaille d'argent  | Ann Packer         | Grande-Bretagne            | 52 s 2 |       |
| Médaille de bronze | Judy Amoore        | Australie                  | 53 s 4 |       |
| 4                  | Antónia Munkácsi   | Hongrie                    | 54 s 4 |       |
| 5                  | Mariya Itkina      | Union soviétique           | 54 s 6 |       |
| 6                  | Tilly van der Made | Pays-Bas                   | 55 s 2 |       |
| 7                  | Gertrud Schmidt    | Équipe unifiée d’Allemagne | 55 s 4 |       |
| 8                  | Évelyne Lebret     | France                     | 55 s 5 |       |